# San Cristóbal (Paraguay)
San Cristóbal es un distrito localizado en el departamento de Alto Paraná. Se encuentra ubicado a unos 117 km de Ciudad del Este y a unos 337 km de la capital Asunción. Se tiene acceso a la ciudad a través de la Ruta Nacional N° 6 "Dr. Juan León Mallorquín". La actividad comercial de sus habitantes es netamente agrícola, aunque también se practica la ganadería. El río principal de la zona es el Ypetí, que recorre en gran parte del distrito.